# Ian Twinn
Ian Twinn (n. 26 aprilie 1950) este un om politic britanic, membru al Parlamentului European în perioada 1999-2004 din partea Regatului Unit.
1. ↑  Deputații în Parlamentul European
2. 1 2 3  Hansard 1803–2005